# Pyrgulopsis aloba
Pyrgulopsis aloba é uma espécie de gastrópode  da família Hydrobiidae.
É endémica dos Estados Unidos da América.
Está ameaçada por perda de habitat.